# Корбоули
Корбоули (груз. კორბოული) — село в Грузии, на территории Сачхерского муниципалитета края (мхаре) Имеретия.

## География
Село находится в центральной части Грузии, на берегах реки Думалы, на расстоянии 18 километров к юго-юго-востоку от города Сачхере, административного центра муниципалитета. Абсолютная высота — 852 метра над уровнем моря.

## Население
По результатам официальной переписи населения 2014 года, в Корбоули проживало 3264 человека (1660 мужчин и 1604 женщины). В национальной структуре населения грузины составляли 99,9 %, осетины — 0,06 %, русские — 0,03 %.
| Год  | Население, человек |
| ---- | ------------------ |
| 2002 | 3647               |
| 2014 | ↘ 3264             |